# Pierre Gourju
Pierre Gourju, né le 13 février 1762 à Morestel, décédé le 5 avril 1814 à Lyon est un universitaire français.

## Biographie
Il fut membre laïque du corps professoral du collège de la Trinité de Lyon jusqu'à sa fermeture en 1792.
Il quitte Lyon pendant la Terreur, puis à son retour donne des leçons de mathématiques de littérature et de philosophie. Il collabore au Bulletin de Lyon, édité par Pierre-Simon Ballanche et par son père à partir de 1802, dans lequel il fait une présentation remarquée du Génie du christianisme.
Lors de la création à Lyon, conformément au décret du 17 mars 1808 portant organisation de l’Université, des Facultés de lettres et de sciences, Pierre Gourju reçut la chaire de philosophie (1811) et fut nommé doyen de la Faculté de lettres.
Son œuvre principale fut publiée après sa mort : La Philosophie du XVIIIe siècle dévoilée par elle-même, Ouvrage adressé aux pères de famille et instituteurs chrétiens, suivi d'observation sur les notes dont Voltaire et Condorcet ont accompagné les Pensées de Pascal, 2 volumes, Lyon 1816.